# Ixtatán Chuj (jezik)
Ixtatán Chuj jezik (ISO 639-3: cnm, povučen), nekad priznat kao samostalni individualni jezik nazivan i chuh, chuje, chuhe, chuj de san mateo ixtatán, koji je, kako se navodi, imao 31,630 govornika, od čega 22.130 u Gvatemali (1991 SIL) na zapadu departmana Huehuetenango i 9.500 u Meksiku (1991 Schumann), Chiapas u selima Tziscau i Cuauhtémoc.
Klasificirao se majanskoj porodici i podskupini chuje. Njegov kodni element povučen je iz upotrebe 2009 i utopljen u [ cac ]

## Vanjske poveznice
- Ethnologue (14th)
- Ethnologue (16th)
- Comments received for ISO 639-3 Change Request 2008-050